# Distretto di Orhon (Bulgan)
Il distretto di Orhon è uno dei sedici distretti (sum) in cui è suddivisa la provincia di Bulgan, in Mongolia. Conta una popolazione di 3.012 abitanti (censimento 2009). 